# Собор Святой Троицы (Хайнувка)
Собор Святой Троицы (пол. Sobór Świętej Trójcy, бел. Сабор Святой Тройцы) — храм Польской православной церкви. Находится в городе Хайнувка (Подляское воеводство) на улице Антония Дзевятовского.
Здание собора было построено в 1981—1983 годах по проекту архитектора Александра Григоровича.
Иконостас и некоторые иконы являются работой греческого художника-иконописца Димитриоса Андонопулоса, остальные иконы были созданы российскими и болгарскими иконописцами.
10 апреля 2011 года в нижней церкви собора была открыта памятная таблица в честь архиепископа Мирона (Ходаковского).
Храм вмещает на двух этажах 5000 прихожан и принадлежит к числу самых больших по площади православных храмов Польши.
Арочные своды изготовлены из тонкостенных железобетонных плит. Архитектура храма не содержит никаких буквальных заимствований из традиционного православного строительства, но удалось сохранить настроение древних православных церквей.
Благодаря превосходной акустике интерьера, в соборе с 1983 года происходят фестивали церковной хоральной музыки.